# Phryganogryllacris cambodjana
Phryganogryllacris cambodjana is een rechtvleugelig insect uit de familie Gryllacrididae. De wetenschappelijke naam van deze soort is voor het eerst geldig gepubliceerd in 1929 door Karny.